# 12e régiment de hussards thuringeois
Pour les articles homonymes, voir 12e régiment.

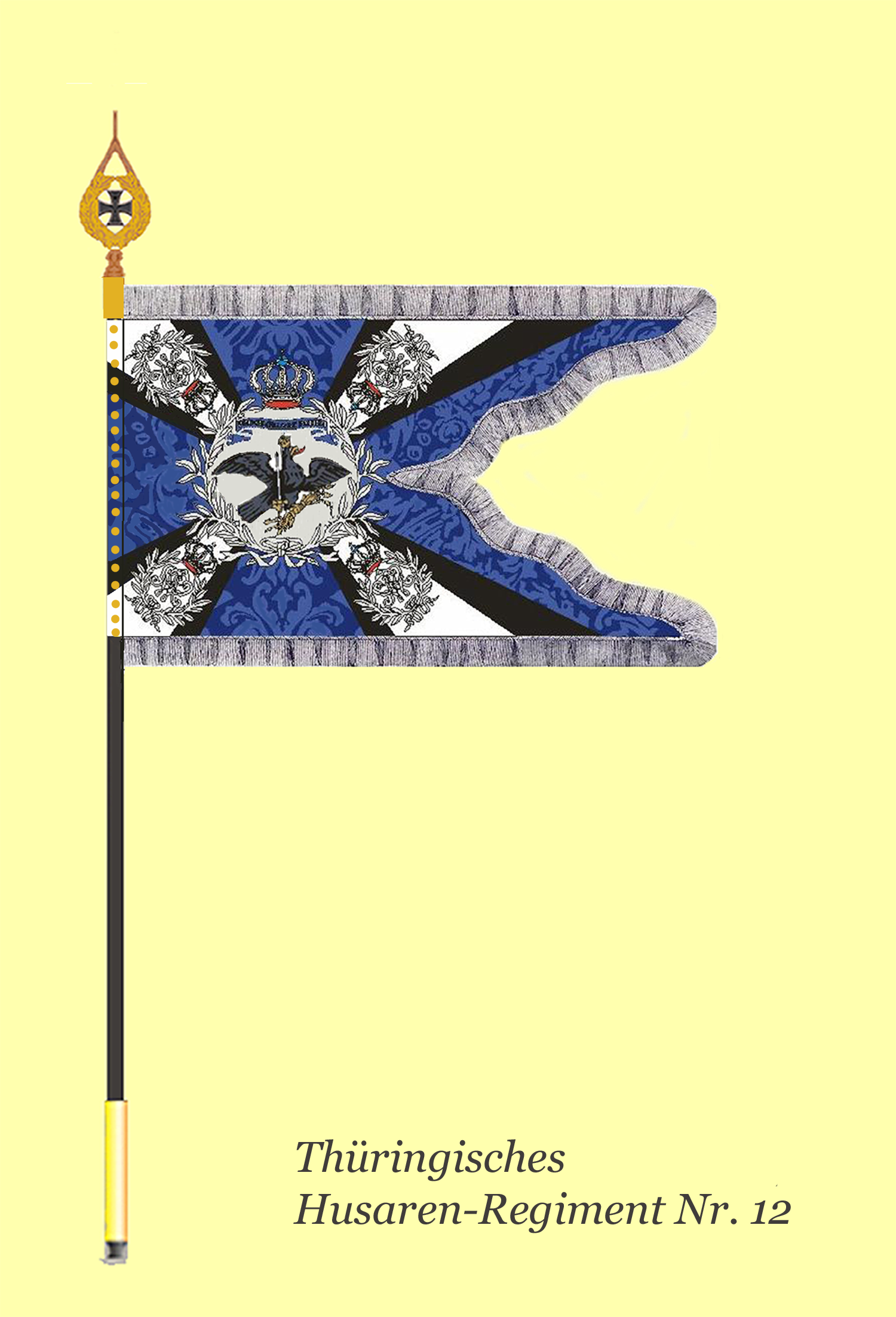
Étendard du régiment

Le 12e régiment de hussards thuringeois est une unité de cavalerie de l'armée prussienne.

## Histoire
Le 30 juillet 1791, date désignée comme jour de fondation par ordre du cabinet du 29 août 1899, le duc et prince-électeur Frédéric-Auguste III de Saxe la création d'un régiment de hussards de huit escadrons, qui doit être stationné à Pillnitz. Le nouveau régiment est assemblé à Mühlberg fin septembre.
Lorsque le nouveau partage des états allemands a lieu après l'ère napoléonienne, la Prusse obtient une partie de la Saxe, à la suite de quoi le roi Frédéric-Guillaume III ordonne, le 25 mars 1815, la formation du 12e régiment de hussards à partir des territoires attribués. Les anciens hussards saxons, devenus prussiens, forment la base du nouveau régiment de hussards à partir du 8 mai 1815. Le régiment est d'abord transféré en Silésie, où il reste jusqu'en 1817. Puis, au début du mois d'avril 1817, il est transféré à Eisleben, Artern, Sangerhausen et Cölleda dans l'ancien cercle de Thuringe. À partir de 1830, le régiment est brièvement transféré en Rhénanie. La raison en était la Révolution de juillet 1830 en France. Il est ensuite retourné à ses emplacements. En raison de la révolution de Bade, le régiment est commandé à Sarrelouis et Sarrebruck. Dès lors, il se déplace vers les garnisons de Mersebourg, Eisleben et Weißenfels. La dernière garnison est Torgau le 2 avril 1901.

### Guerres napoléoniennes
- 1793 Batailles contre la France dans le Palatinat
- Bataille d'Iéna
- 1806 à 1815 Combats du côté français contre l'Autriche, la Russie et la Prusse

### Règne des Cent Jours
En tant que régiment prussien, combats contre la France dans le corps de Blücher et entrée dans Paris le 8 juillet 1815.

### Révolution badoise
En 1849, le régiment participa à l'écrasement de la révolution badoise avec le 2e corps d'armée sous les ordres de Karl von der Groeben (de). Il combat à Ladenburg (21. juin), Ötigheim (28. juin), Steinmauern (29 juin) et du 29 juin au 23 juillet 1849 lors du siège de Rastatt (de).

### Guerre austro-prusienne
Lors de la guerre contre l'Autriche, participation aux batailles de Bohême :
- 2 juillet --- Sucha
- 3 juillet --- Bataille de Sadowa
- 22 juillet --- Bataille de Blumenau

### Guerre franco-prussienne
Dans la guerre contre la France, le régiment combat dans l'armée de la Meuse en 1870/71 et est affecté au siège autour de Paris jusqu'en janvier 1871. Après la fin de la guerre, il reste en France en tant que force d'occupation et revient le 19 juin 1871 dans ses garnisons.

#### 1870
- 30 août --- Bataille de Beaumont
- 1er septembre --- Bataille de Sedan
- 19 septembre --- Pierrefitte et Stains
- à partir du 19 septembre --- Encerclement et siège de Paris
- 30 novembre --- Épinay-sur-Seine (2e escadron)

#### 1871
- jusqu'au 28 janvier --- Encerclement et siège de Paris

### Première Guerre mondiale
Le régiment est mobilisé au début de la Première Guerre mondiale, marche dans la Belgique neutre. S'ensuivent des combats dans le nord de la France, la bataille et la retraite de la Marne, la traversée de l'Aisne à Soissons et l'engagement dans la course à la mer. Après que les combats sur le front ouest se soient transformés en guerre de tranchées, le régiment prend des fonctions de patrouille derrière le front.
En novembre 1914, il s'installe sur le front de l'Est et participe aux combats dans le nord de la Pologne. En mai 1915, il est en service au Courlande et en Lituanie, puis est arrivé en Roumanie. Au début de 1917, il participe à des combats sur le front sud-est. En février 1917, il est transféré sur le front occidental. Après avoir abandonné les chevaux et transformé le régiment en bataillon de fusiliers de cavalerie, les membres du régiment participent à des batailles défensives en Flandre jusqu'à la fin de la guerre après leur formation d'infanterie.

### Après-guerre
Après l'armistice et le retour au pays, le régiment est arrivé à Torgau le 6 décembre 1918 et commence à se démobiliser. De nombreux hussards rejoignent alors le détachement Tüllmann, qui fonctionne comme un corps franc, et participent aux combats en Haute-Silésie. Après l'évacuation de la Haute-Silésie en janvier 1920, le détachement est incorporé au 16e régiment de cavalerie de la Reichswehr.
Dans la Reichswehr, la tradition est reprise par la 2e escadron du 10e régiment (prussien) de cavalerie à Torgau.

## Chef de régiment
| Grade                             | Nom                                      | Date                                  |
| --------------------------------- | ---------------------------------------- | ------------------------------------- |
| Generalmajor                      | von Gutschmid                            | 18 juillet 1809 au 7 juin 1812        |
| General der Infanterie            | Oldwig von Natzmer                       | 2 septembre 1834 au 1er novembre 1861 |
| Russischer General der Infanterie | Vladimir Alexandrovitch de Russie        | 16 juin 1867 au 17 février 1909       |
| General der Infanterie            | Guillaume-Ernest de Saxe-Weimar-Eisenach | 16 juin 1913 à la dissolution         |

## Commandants
| Grade                       | Nom                                          | Date                                                     |
| --------------------------- | -------------------------------------------- | -------------------------------------------------------- |
|                             | von Süßmilch genannt Hörnig                  | 30 juillet 1791 au 11 avril 1801                         |
|                             | von Trützschler                              | 12 avril 1801 au 17 janvier 1805                         |
|                             | Damm von Pflugk                              | 18 janvier 1805 au 14 mars 1809                          |
|                             | von Gutschmid                                | 15 mars au 5 novembre 1809                               |
|                             | von Engel                                    | 6 novembre 1809 au 23 janvier 1813                       |
|                             | von Lindenau                                 | 24 janvier 1813 au 1er février 1814                      |
|                             | von Leyser                                   | 2 février 1814 au 16 juin 1815                           |
| Oberstleutnant              | Karl Heinrich von Czettritz und Neuhaus (de) | 17 juin 1815 au 10 mai 1816                              |
| Oberstleutnant/Oberst       | Wilhelm August von Wulffen (de)              | 11 mai 1816 au 29 mars 1830                              |
| Oberstleutnant              | Karl von Wolff (de)                          | 30 mars 1830 au 5 janvier 1831 (chargé de la direction)  |
| Oberstleutnant/Oberst       | Karl von Wolff                               | 6 janvier 1831 au 29 mars 1839                           |
| Major                       | Friedrich von Borcke (de)                    | 30 mars 1839 au 27 janvier 1841 (chargé de la direction) |
| Major/Oberstleutnant/Oberst | Friedrich von Borcke                         | 28 janvier 1841 au 26 mars 1847                          |
| Major                       | Karl Wurmb von Zinck (de)                    | 27 mars 1847 au 12 janvier 1848 (chargé de la direction) |
| Major/Oberstleutnant/Oberst | Karl Wurmb von Zinck                         | 13 janvier 1848 au 17 février 1853                       |
| Oberstleutnant/Oberst       | Richard von Meyerinck (de)                   | 18 février 1853 au 11 janvier 1858                       |
| Major/Oberstleutnant/Oberst | Theophil von Podbielski                      | 12 janvier 1858 au 28 janvier 1863                       |
| Major                       | Gustav von Barnekow (de)                     | 29 janvier au 16 mars 1863 (chargé de la direction)      |
| Oberstleutnant/Oberst       | Gustav von Barnekow                          | 17 mars 1863 au 17 novembre 1868                         |
| Oberstleutnant/Oberst       | Bodo von Suckow (de)                         | 18 novembre 1868 au 27 mai 1874                          |
| Major/Oberstleutnant/Oberst | Maximilian von Versen                        | 28 mai 1874 au 20 novembre 1882                          |
| Oberstleutnant/Oberst       | Hans von Wartensleben                        | 21 novembre 1882 au 21 mars 1889                         |
| Oberstleutnant              | Rinaldo von Brünneck                         | 22 mars 1889 au 15 juin 1891                             |
| Oberstleutnant/Oberst       | Ernst von Liebermann                         | 16 juin 1891 au 12 mai 1895                              |
| Oberstleutnant/Oberst       | Hasso von der Schulenburg                    | 13 mai 1895 au 9 juin 1899                               |
| Oberstleutnant/Oberst       | Friedrich von Seydewitz                      | 10 juin 1899 au 16 février 1903                          |
| Major                       | Eberhard von Krosigk (de)                    | 17 février au 17 avril 1903 (chargé de la direction)     |
| Oberstleutnant/Oberst       | Eberhard von Krosigk                         | 18 avril 1903 au 1er mai 1908                            |
| Oberstleutnant/Oberst       | Georg von der Wense                          | 2 mai 1908 au 15 juin 1911                               |
| Oberstleutnant/Oberst       | Arthur von Ledebur (de)                      | 16 juin 1911 au 2 mai 1915                               |
| Major/Oberstleutnant        | Otto Mumm von Schwarzenstein                 | 3 mai 1915 au 3 janvier 1917                             |
| Major/Oberstleutnant        | Bernhard von Schlebrügge                     | 4 janvier 1917 au 22 septembre 1918                      |
| Major                       | Werner von Bresler                           | 23 septembre 1918 à la démobilisation                    |

## Uniforme
L'uniforme se compose (à partir de 1912 uniquement en temps de paix) d'un bonnet de fourrure en peau de phoque noire avec une écaille de laiton et une bande de monnaie en nickel-argent (soi-disant. Bandeau de la patrie) avec l'inscription MIT GOTT FÜR KÖNIG UND VATERLAND . Fangshur et le sac à casquette appelé kalpak sont blancs. L'Attila est bleu bleuet avec des lacets blancs et des numéros de régiment en laiton sur les épaulettes. La culotte est anthracite. Les bottes d'équitation sont coupées à la manière d'un hussard et ont une décoration périphérique autour du bord supérieur.